# Maria Francesca Todi
Maria Francesca Todi, född omkring 1748 i Portugal, död 1793 i Lissabon, var en portugisisk operasångare i Lissabon.

## Biografi
Maria Francesca Todi föddes omkring 1748 i Portugal. Hon gjorde sin debut som sångare i Lissabon med mycket framgång. Todi åkte 1777 till London och sjöng där i en opera buffa. Efter det uppträdde hon i en opera seria där hon gjorde sin största succé. Todi framträdde både i Madrid, Paris, Berlin och Sankt Petersburg, där hon även fick beröm för sin sång. Hon avled 1793 i Lissabon.